# Paul Tisdale
 (janvier 2016).
Si vous disposez d'ouvrages ou d'articles de référence ou si vous connaissez des sites web de qualité traitant du thème abordé ici, merci de compléter l'article en donnant les références utiles à sa vérifiabilité et en les liant à la section « Notes et références ».
Pour les articles homonymes, voir Tisdale.
Paul Robert Tisdale, couramment appelé Paul Tisdale, est un footballeur puis entraîneur anglo-maltais, né le 14 janvier 1973 à La Valette (Malte). 
Évoluant au poste de milieu de terrain, il est principalement connu pour ses saisons à Southampton, Paniónios, Yeovil Town et Exeter City, club dont il est également l'entraîneur de 2006 à 2018.

## Biographie

### Carrière de joueur
Natif de La Valette, Malte, il vit depuis son jeune âge en Angleterre, intégrant le centre de formation de Southampton, signant son premier contrat professionnel en juin 1991. Il est alors prêté à Northampton Town où il joue ses 5 premiers matches officiels à la fin de la saison 1991-92. 
De retour à Southampton, il joue son premier match pour les Saints le 5 octobre 1994, pour une rencontre de League Cup contre Huddersfield Town. Il marque son unique but le 16 mars 1996, contre Manchester City et son gardien Eike Immel. Ne réussissant pas à s'imposer, il joue son dernier match pour l'équipe le 27 avril 1996, avant d'être prêté à Huddersfield Town pour la saison 1996-97.
Il s'engage ensuite pour Bristol City en août 1997. Son temps de jeu y étant aussi limité, il part en prêt pour Exeter City où il découvre pour trois mois ce qui allait devenir son futur club de cœur. 
Il enchaîne alors quelques piges à l'étranger, tout d'abord en Écosse à Dundee United, en Finlande à FinnPa et en Grèce à Paniónios, avant de revenir à Yeovil Town où il termine une première fois sa carrière de joueur en 2000, à cause de blessures à répétition.

### Carrière d'entraîneur
Il est engagé alors comme entraîneur de Team Bath (en), l'équipe de l'université de Bath. Il y reste cinq saisons, marquées par trois promotions et une qualification pour la FA Cup 2002-03, ce qui est une première pour une équipe d'université depuis Gonville & Caius A.F.C. (en) en 1881.
Le 26 juin 2006, il rejoint Exeter City, alors en Conference et qui vient de se libérer d'Alex Inglethorpe (en), son entraîneur. Il parvient à recruter l'ancien international gallos Rob Edwards (en) et révolutionne le jeu de l'équipe en développant une philosophie basée sur les passes et la construction patiente. 
Sa première saison voit le club jouer les play-offs de promotion, y battre Oxford United en demi-finale avant d'échouer 1-2 face à Morecambe en finale à Wembley le 20 mai 2007.
Ayant dû dégraisser son effectif lors de l'intersaison, Tisdale reprend même officiellement une position de joueur dans l'effectif du club, avec le numéro 17 attribué, même s'il ne joue aucun match officiel avec l'équipe première durant toute la saison. Le jeu léché de l'équipe leur permet de nouveau d'atteindre les play-offs de promotion, avec cette fois-ci une victoire au bout, éliminant Torquay United en demi-finale et battant Cambridge United en finale à Wembley, le 18 mai 2008, ce qui permet à Exeter City de rejoindre la Football League et la League Two.
À cette occasion, le club recrute l'ancienne légende d'Ipswich Town Marcus Stewart mais doit se séparer de l'espoir George Friend, vendu 350 000£ à Wolverhampton Wanderers. Cette première saison en Football League est un total succès car le club finit à la 2e place et est donc promu en League One, battant à l'occasion certains records historiques du club.
La saison 2009-10 en League One est plus difficile, le club n'assurant son maintien que lors de la dernière journée grâce à un but de Ryan Harley (en) à 8 minutes de la fin contre Huddersfield Town. La saison suivante, le club assainit ses finances avec les ventes de Dean Moxey et de Danny Seaborne (en), puis termine la saison à la 8e place, ce qui égale le meilleur classement de toute l'histoire du club en Football League (classements obtenus en 1979-80 et en 1927-28). Lors de cette saison, Tisdale a joué un match de championnat, en entrant comme remplaçant lors du dernier match contre Sheffield Wednesday, jouant son premier match depuis plus de dix ans. Le 23 mai 2011, le club annonce sa retraite définitive en tant que joueur, même s'il sera de nouveau présent sur une feuille de match officielle lors du début de la saison 2014-15, à la suite d'un effectif décimé par les blessures.
À l'issue de la saison 2011-12, le club est relégué en League Two, à la suite d'une 22e place. Depuis lors, le club enchaîne trois saisons en League Two, terminant successivement aux 10e, 16e et 10e places.
Lors de la saison 2015-16, le club réalise un exploit face à Liverpool en FA Cup en réalisant un match nul 2-2 le 8 janvier 2016.
Il quitte le club à l'issue de la saison 2017-2018.
Il rejoint dans la foulée le Milton Keynes Dons FC, évoluant aussi en League Two.

### Statistiques
Valables au 1er juin 2018.
| Équipe         | Pays                    | Du               | Jusqu'au      | Stats | Stats | Stats | Stats | Stats  |
| Équipe         | Pays                    | Du               | Jusqu'au      | M     | V     | N     | D     | % Vic  |
| -------------- | ----------------------- | ---------------- | ------------- | ----- | ----- | ----- | ----- | ------ |
| Team Bath (en) | Drapeau de l'Angleterre | 1er février 2001 | 26 juin 2006  | 226   | 132   | 40    | 54    | 58,41% |
| Exeter City    | Drapeau de l'Angleterre | 26 juin 2006     | 1er juin 2018 | 626   | 241   | 159   | 226   | 38,50% |
| Total          | Total                   | Total            | Total         | 852   | 373   | 199   | 280   | 43,78% |

### Vie personnelle
En octobre 2013, un article du Daily Mirror le désigne comme l'entraîneur de football le mieux habillé.

## Palmarès d'entraîneur
- Team Bath (en) :
  - Champion de Western League Division One (en) : 2000-01
  - Champion de Western League Premier (en) : 2001-02
  - Promotion en Southern League Premier : 2003-04

- Exeter City :
  - Vainqueur des play-offs de promotion en League Two : 2007-08
  - Promotion en League One : 2008-09

- À titre individuel :
  - Entraîneur de l'année de la League Two : 2008-09